# Josep Maria Muñoz Lloret
Josep Maria Muñoz Lloret (Barcelona, 1959) es un historiador, traductor y editor español. Dirige la revista L'Avenç desde 1999. Es considerado el biógrafo del historiador Jaume Vicens Vives.

## Biografía
Muñoz Lloret se licenció, primero, y se doctoró, después, en Historia contemporánea por la Universidad de Barcelona con una tesis sobre el historiador Jaume Vicens Vives que fue publicada, tras recibir el premio Gaziel de biografías y memorias, con el título de Jaume Vicens Vives (1910-1960). Una biografía intelectual (1997). Ha sido comisario de exposiciones como Jaume Vicens Vives i la nova història (Museo de Historia de Cataluña) y Jaume Vicens Vives - Josep Pla. Complicidades (Fundación Josep Pla).

## Obra
- Jaume Vicens Vives (1910-1960). Una biografía intelectual (Ediciones 62, 1997)
- Juan II de Aragón (1398-1479): monarquía y revolución en la España del siglo XV, editor (Urgoiti, 2003), edición realizada junto a Paul Freedman del libro publicado en 1953 por Jaume Vicens Vives.[3]
- Cataluña, una historia europea, codirector (Generalidad de Cataluña, 2006)
- Álbum Jaume Vicens Vives 1910-1960, editor (Sociedad Estatal de Conmemoraciones Culturales, 2010)
- Los cuatro presidentes: entrevistas a Tarradellas, Pujol, Maragall y Montilla (L'Avenç, 2010)

## Traducciones
- El castillo de Santo Ferran de Figueres: su historia, de Carlos Diaz Campany (Generalidad de Cataluña, 1982)
- El reino de Valencia en el siglo XVII, de James Casey (Afers, 2006)
- El coronel Chabert, de Honoré de Balzac (L'Avenç, 2012)
- Adolphe, de Benjamin Constando (L'Avenç, 2013)
- Los últimos días de Immanuel Kant, Thomas de Quincey (L'Avenç, 2013)
- La bestia humana, de Émile Zola (L'Avenç, 2014)[6]